# Noth, Creuse
Noth là một xã thuộc tỉnh Creuse trong vùng Nouvelle-Aquitaine miền trung nước Pháp. Xã này nằm ở khu vực có độ cao trung bình 367 mét trên mực nước biển.

## Dân số
| 1962                                                        | 1968 | 1975 | 1982 | 1990 | 1999 | 2005 |
| ----------------------------------------------------------- | ---- | ---- | ---- | ---- | ---- | ---- |
| 499                                                         | 544  | 515  | 451  | 477  | 459  | 470  |
| Số liệu điều tra dân số từ năm 1962 Dân số chỉ tính một lần |      |      |      |      |      |      |

## Địa điểm nổi bật
- Nhà thờ thế kỷ 13.
- Thập tự đá cổ.
- Hồ Cazine, rộng 50 ha.
- Lâu đài La Fôt.